# Helena Martins Belo

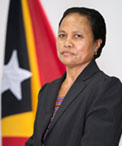
Helena Martins Belo

Helena Martins Belo (* 20. Januar 1960 in Quelicai, Baucau, Portugiesisch-Timor) ist eine Politikerin aus Osttimor. Sie ist Mitglied der Partei FRETILIN.

## Werdegang
Belo hat einen Bachelortitel für Pädagogik inne. Vor ihrem Einzug in das Nationalparlament war sie Direktorin der Escola Técnico Vocacional Pública Baucau.
Mehrmals kandidierte Belo chancenlos für die FRETILIN bei Parlamentswahlen. 2007 auf Platz 52, 2012 als Ersatzkandidat auf Platz 92 und 2017 auf Platz 45. Bei den vorgezogenen Wahl am 12. Mai 2018 gelang Belo der Einzug in das Nationalparlament auf Platz 13. Sie wurde Mitglied der parlamentarischen Kommission für Bildung, Gesundheit, soziale Sicherheit und Gleichstellung der Geschlechter (Kommission F) und mit deren Umstrukturierung am 16. Juni 2020 ihre Sekretärin.
Bei den Parlamentswahlen 2023 kandidierte Belo auf Platz 9 der Liste der FRETILIN und zog wieder in das Nationalparlament ein.